# Lystrup
Lystrup ist mit 10.153 Einwohnern (1. Januar 2025) nach Aarhus die zweitgrößte Stadt der Aarhus Kommune im Osten Jütlands in Dänemark. Lystrup ist in nördlicher Richtung (Luftlinie) etwa 10 km vom Zentrum der Großstadt Aarhus entfernt, die Stadt Randers liegt circa 28 km nordnordwestlich.
Der Stadtname Lystrup leitet sich vom um 1315 entstandenen Ortsnamen Liufstorp ab.

## Bahnhof
Ab 1877 hatte Lystrup einen Bahnhof an der Bahnstrecke Aarhus–Grenaa mit eigenem Bahnhofsgebäude, welches 1978 abgerissen wurde. Der Betrieb der Strecke nach Grenaa wurde 2016 eingestellt, um Umbaumaßnahmen vorzunehmen. Seit April 2019 ist die Verbindung nach Grenaa der Aarhus Letbane wieder in Betrieb.

## Kirche
Im Zentrum Lystrups befindet sich die Lystrup Kirke, welche 1989 für etwa 18 Mio. dänische Kronen erbaut wurde.

## Fotogalerie

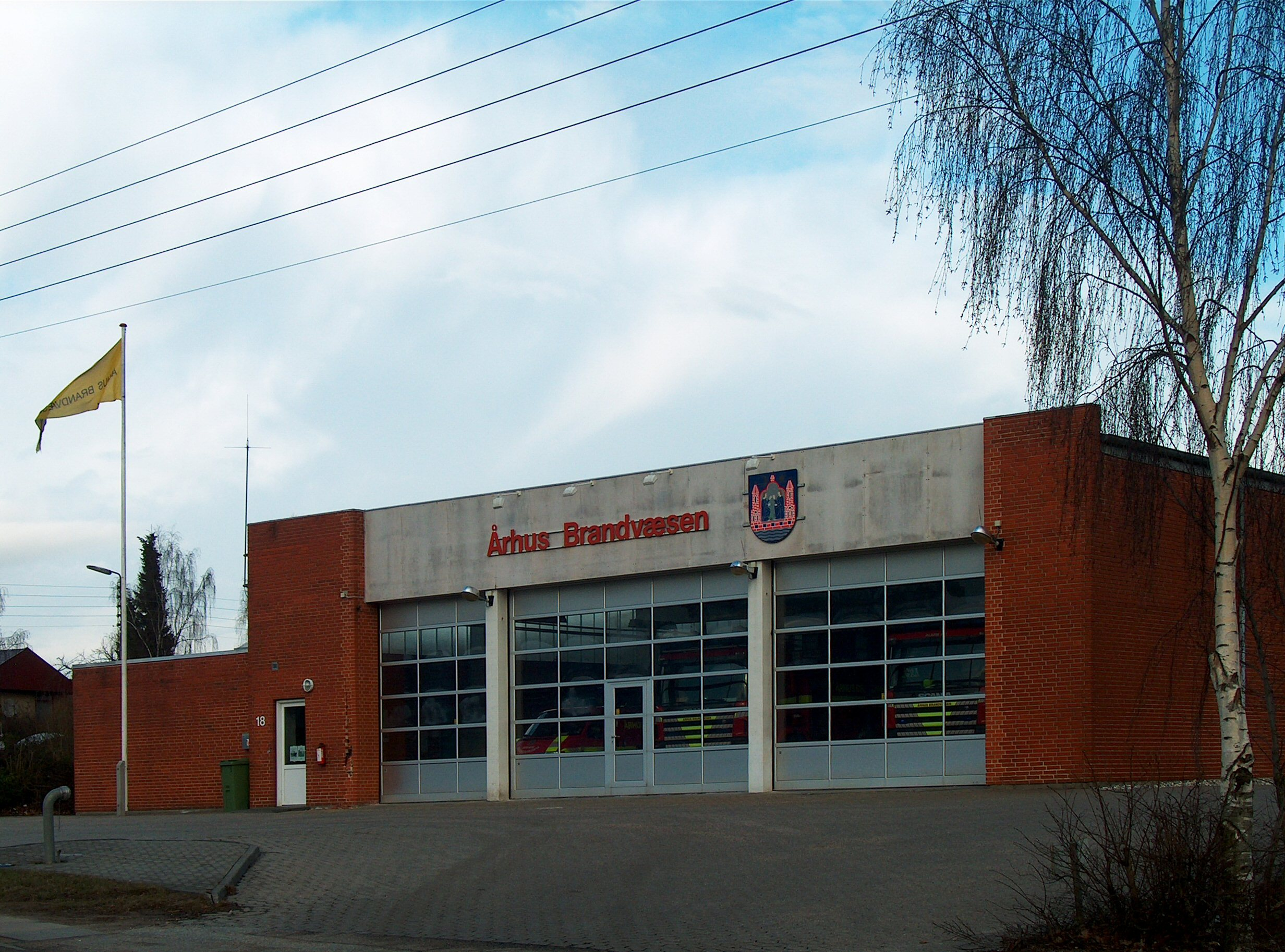
Die Feuerwache der Stadt
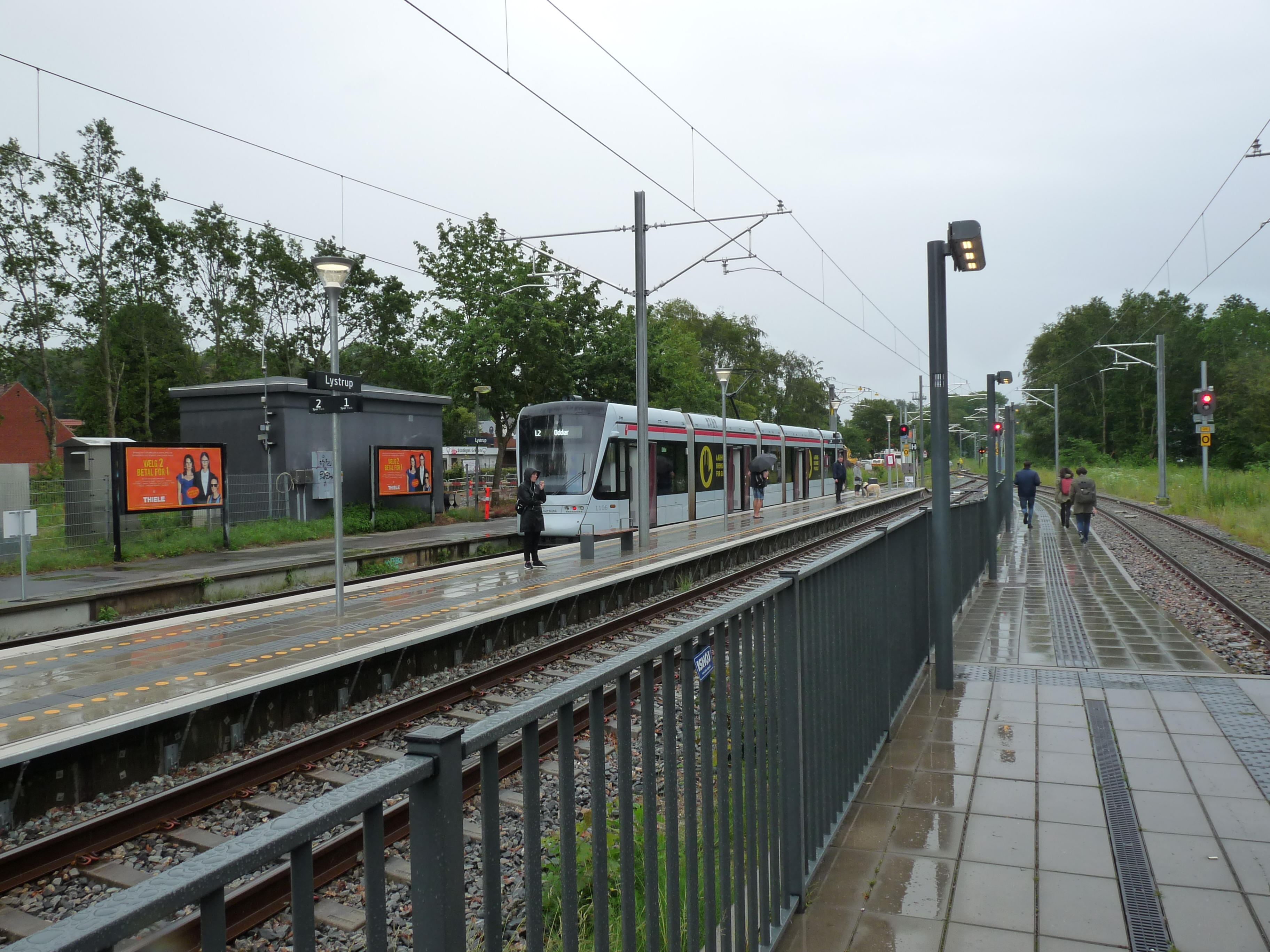
Der Bahnhof von Lystrup (2019)

## Persönlichkeiten
- Mikkel Bro Hansen (* 2009), Fußballspieler